# Dolní Poustevna
Dolní Poustevna, Duits: Niedereinsiedel, is een gemeente in het noorden van Tsjechië, het ligt aan de grens met Duitsland. Dolní Poustevna telde 1 655 inwoners op 1 januari 2024. Dolní Poustevna was tot 1945 een plaats met een overwegend Duitstalige bevolking, maar die is in 1945 en 1946 na de Tweede Wereldoorlog verdreven. Tsjechoslowakije werd communistisch.

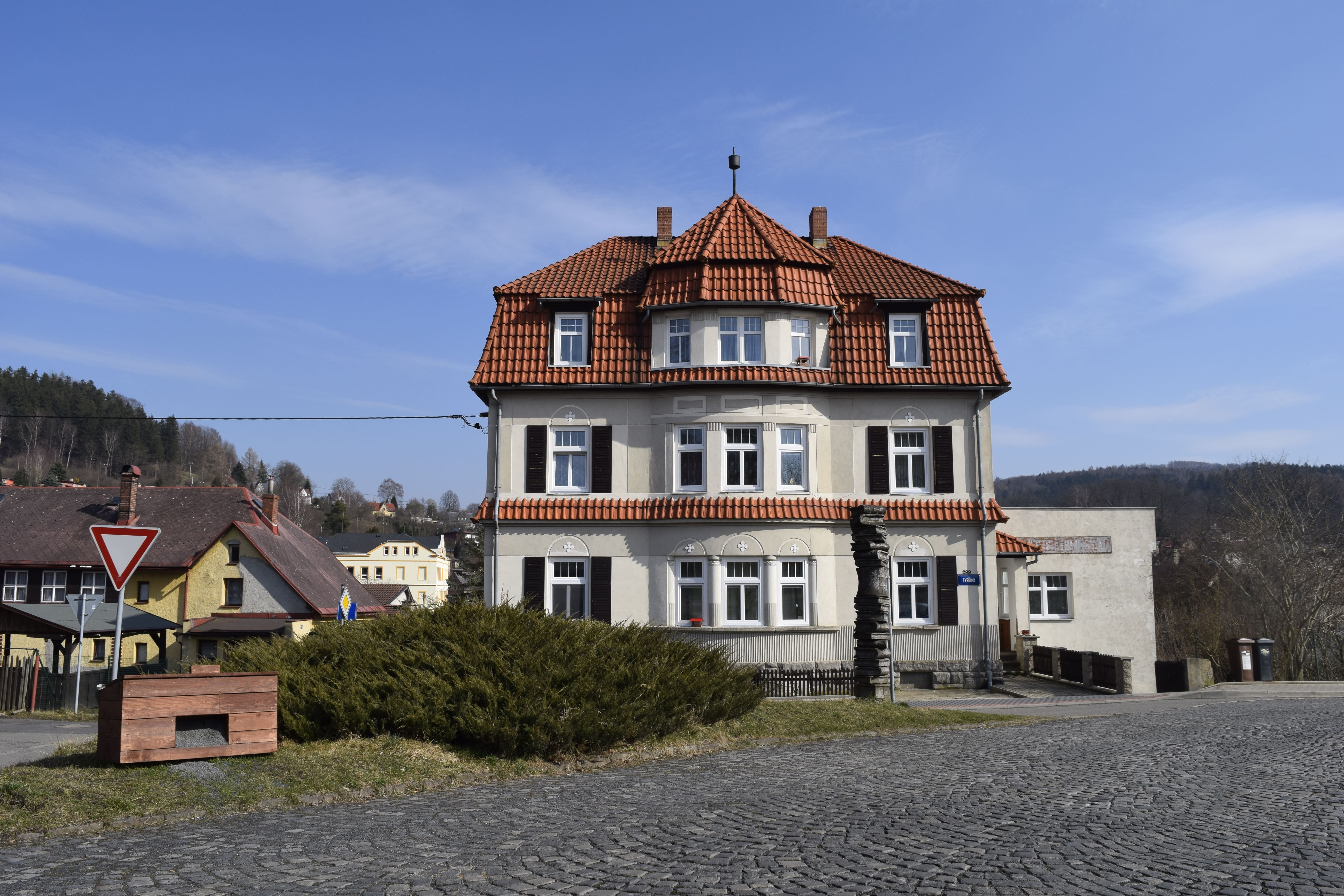

Arnoltice · 
Benešov nad Ploučnicí · 
Bynovec · 
Česká Kamenice · 
Děčín · 
Dobkovice · 
Dobrná · 
Dolní Habartice · 
Dolní Podluží · 
Dolní Poustevna · 
Doubice · 
Františkov nad Ploučnicí · 
Heřmanov · 
Horní Habartice · 
Horní Podluží · 
Hřensko · 
Huntířov · 
Chřibská · 
Janov · 
Janská · 
Jetřichovice · 
Jílové · 
Jiřetín pod Jedlovou · 
Jiříkov · 
Kámen · 
Krásná Lípa · 
Kunratice · 
Kytlice · 
Labská Stráň · 
Lipová · 
Lobendava · 
Ludvíkovice · 
Malá Veleň · 
Malšovice · 
Markvartice · 
Merboltice · 
Mikulášovice · 
Rumburk · 
Růžová · 
Rybniště · 
Srbská Kamenice · 
Staré Křečany · 
Starý Šachov · 
Šluknov · 
Těchlovice · 
Valkeřice · 
Varnsdorf · 
Velká Bukovina · 
Velký Šenov · 
Verneřice · 
Veselé · 
Vilémov